# Dendrobium lamyaiae
Dendrobium lamyaiae là một loài phong lan nhỏ thuộc chi Lan hoàng thảo, phân bố tại Lào và Thái Lan.